# Acid gedic
Acidul gedic (cunoscut și sub denumirea de acid tetratriacontanoic) este un acid carboxilic liniar cu formula de structură restrânsă CH3-(CH2)32-COOH. Este un acid gras saturat, având 34 atomi de carbon. Se găsește în anumite tipuri de ceruri, de exemplu în ceara de carnauba și în ceara ghedda (ceară de albine sălbatice), de unde provine și denumirea acestuia.